# Julian Józef Karczewski
Julian Józef Karczewski herbu Jasieńczyk – wojski ciechanowski w 1750 roku, komornik graniczny płocki.

## Życiorys
Syn Franciszka i Teresy z Kuklińskich. Żonaty z Konstancją Karczewską, miał córkę Mariannę Wiktorię oraz synów: Jana, Aleksandra i Antoniego.
Był członkiem konfederacji generalnej 1764 roku. Sędzia kapturowy ziemi warszawskiej, poseł i elektor Stanisława Augusta Poniatowskiego z ziemi warszawskiej w 1764 roku.